# Lombo Branco
Lombo Branco es una localidad caboverdiana del municipio de Ribeira Grande.

## Geografía
La localidad está situada en la isla de Santo Antão.

## Organización territorial
La localidad abarca los lugares y barrios de:
- Almeirim
- Ciano
- Cruz
- Da Graça
- Lombo de Santo
- Lourença
- Ribeira do Braz
- Tabuleiro